# Branville
Branville – miejscowość i gmina we Francji, w regionie Normandia, w departamencie Calvados.
Według danych na rok 1990 gminę zamieszkiwało 145 osób, a gęstość zaludnienia wynosiła 23 osoby/km² (wśród 1815 gmin Dolnej Normandii Branville plasuje się na 741. miejscu pod względem liczby ludności, natomiast pod względem powierzchni na miejscu 778.).